# Lutjanus rivulatus
Lutjanus rivulatus is een straalvinnige vis uit de familie van snappers (Lutjanidae) en behoort derhalve tot de orde van baarsachtigen (Perciformes). De vis kan een lengte bereiken van 80 centimeter.

## Leefomgeving
Lutjanus rivulatus is een zoutwatervis. De vis prefereert een tropisch klimaat en heeft zich verspreid over de Grote en Indische Oceaan. De diepteverspreiding is 0 tot 100 meter onder het wateroppervlak.

## Relatie tot de mens
Lutjanus rivulatus is voor de visserij van aanzienlijk commercieel belang. In de hengelsport wordt er weinig op de vis gejaagd.
Voor de mens is Lutjanus rivulatus potentieel gevaarlijk, omdat er vermeldingen van ciguatera-vergiftiging zijn geweest.